# The Road to Paradiso
The Road to Paradiso je kompilační album od nizozemské symfonic metalové, progressive metalové a gothicmetalové kapely Epica, které vyšlo 8. května 2006 u vydavatelství Transmission Records.

## Seznam skladeb
1. Welcome to the Road of Paradiso
2. Making of Adyta
3. Adyta (demo verze)
4. Making of Cry for the Moon
5. Cry for the Moon (demo verze)
6. Making of Quietus
7. Quietus (demo verze)
8. Quietus (singl verze)
9. The Fallacy
10. Interview with Ad on Live Tracks
11. Solitary Ground (živě)
12. Blank Infinity (živě)
13. Mother of Light (živě)
14. Linger (piano verze)
15. Crystal Mountain (orchestrální verze) (Death cover)
16. Purushayita